# Козлов Сергій Васильович
Сергій Васильович Козлов (10 квітня 1923, село Трєскіно Сердобського повіту, тепер Колишлейського району Пензенської області, Російська Федерація — 12 листопада 2000, місто Москва) — радянський діяч, секретар ВЦРПС, 2-й секретар ЦК КП Азербайджану. Член Бюро ЦК КП Азербайджану в 1968—1977 роках. Кандидат у члени ЦК КПРС у 1971—1986 роках. Депутат Верховної ради Азербайджанської РСР. Депутат Верховної Ради СРСР 7—9-го скликань.

## Життєпис
Народився в селянській родині. У 1941 році закінчив середню школу.
З 1941 по 1942 рік — у Червоній армії, учасник німецько-радянської війни.
Після демобілізації працював інструктором Колишлейського районного комітету ВЛКСМ Пензенської області.
Член ВКП(б) з 1947 року.
У 1948 році закінчив Московську сільськогосподарську академію імені Тімірязєва.
У 1948—1951 роках — молодший науковий співробітник державної селекційної станції міста Фрунзе (Киргизька РСР), науковий співробітник Судогодського дослідного поля Владимирській області.
У 1951—1956 роках — інструктор Владимирського обласного комітету ВКП(б); 2-й секретар, 1-й секретар районного комітету КПРС Владимирської області, завідувач відділу Владимирського обласного комітету КПРС.
У 1956—1960 роках — секретар Владимирського обласного комітету КПРС.
У 1960—1962 роках — 2-й секретар Владимирського обласного комітету КПРС.
У 1962 році — 1-й заступник голови виконавчого комітету Владимирської обласної ради депутатів трудящих.
12 січня 1963 — 15 грудня 1964 року — 2-й секретар Владимирського сільського обласного комітету КПРС.
У грудні 1964 — травні 1968 року — інспектор, завідувач сектора відділу організаційно-партійної роботи ЦК КПРС.
22 травня 1968 — 20 квітня 1977 року — 2-й секретар ЦК КП Азербайджану.
25 березня 1977 — 4 квітня 1986 року — секретар Всесоюзної центральної ради професійних спілок (ВЦРПС).
З квітня 1986 року — персональний пенсіонер союзного значення в Москві. 
Помер 12 листопада 2000 року в Москві.

## Нагороди і звання
- орден Леніна (1977)
- орден Вітчизняної війни ІІ ст. (1985)
- два ордени Трудового Червоного Прапора (1973, 1983)
- медаль «За трудову доблесть»